# Sematurídeos
Sematuridae é uma família de insectos da ordem Lepidoptera.